# ۲ رمضان
۲ رمضان، دومین روز از ماه رمضان در تقویم هجری قمری است.
در تقویم هجری قمری قراردادی این روز دویست و سی و هشتمین روز سال است.